# Caleta Fiordo Largo

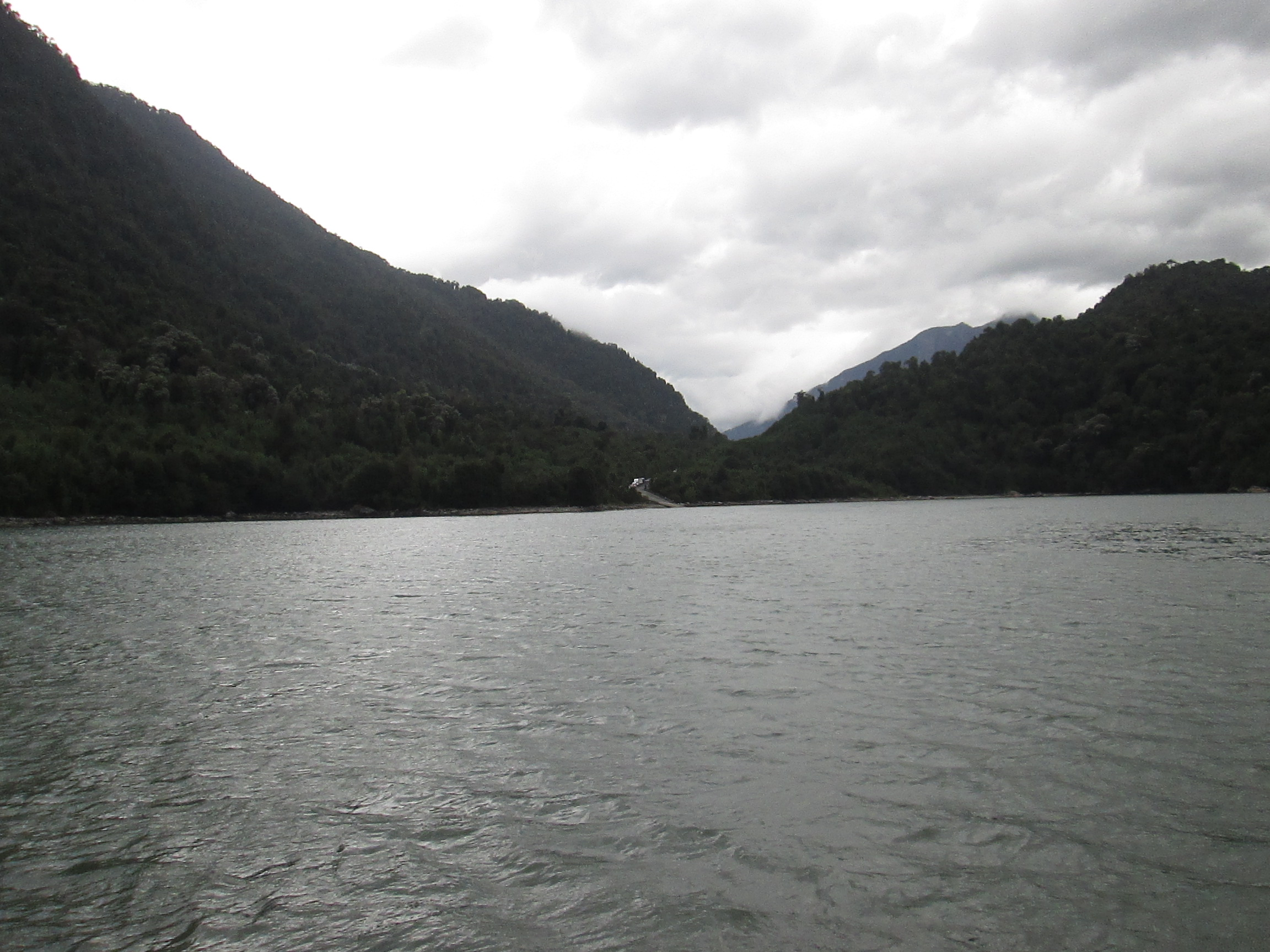
Llegando a Fiordo Largo en transbordador.

Caleta Fiordo Largo es una localidad ubicada en el Fiordo Reñihue, en la comuna de Chaitén, Región de Los Lagos (Chile).
Actualmente su función principal es el servicio de transbordador hacia Caleta Gonzalo como parte integrante de la Carretera Austral.
En sus proximidades se encuentra Pillán y Reñihue junto al río del mismo nombre.